# Heloniopsis
Heloniopsis A.Gray – rodzaj naziemno- lub ziemnopączkowych roślin zielnych z rodziny melantkowatych, obejmujący 6 gatunków, występujących we wschodniej Azji: w Japonii, na Sachalinie, Półwyspie Koreańskim, Tajwanie i Riukiu. Nazwa naukowa rodzaju w języku greckim oznacza podobny do Helonias.

## Morfologia
ŁodygaPędem podziemnym jest krótkie, zgrubiałe, nagie kłącze. Naziemny, wzniesiony, pusty w środku pęd kwiatostanowy wyrasta ze środka rozetki liściowej.
LiścieLiście odziomkowe, wąsko podługowate do odwrotnielancetowatych lub odwrotnie jajowatych, klinowate, wiecznie zielone, całobrzegie lub drobno faliste, zebrane w rozetkę. Na pędzie kwiatostanowym obecnych jest od 2 do 8 zredukowanych, łuskowatych liści.
KwiatyKwiaty obupłciowe, sześciopręcikowe, lejkowate, pojedyncze lub zebrane po 2–10 w baldach lub baldachogrono. Okwiat pojedynczy, trwały, 6-listkowy. Listki okwiatu wolne, łopatkowe lub równowąsko-lancetowate do podługowatych, doosiowo u nasady z głęboko osadzonym miodnikiem. Pręciki często zrośnięte u nasady z listkami okwiatu, rzadziej wolne. Główki pręcików lancetowate. Zalążnia górna, trzykomorowa, przechodząca w pojedynczą, smukłą, raczej długą szyjkę słupka zakończoną główkowatym znamieniem.
OwoceTrójklapowe torebki. Nasiona równowąskie, obustronnie ogoniaste.

## Systematyka
Pozycja rodzaju według Angiosperm Phylogeny Website (aktualizowany system APG IV z 2016)Rodzaj Heloniopsis zaliczany jest do podrodziny Heloniadeae w rodzinie melantkowatych (Melanthiaceae), należącej do rzędu liliowców (Liliales) zaliczanych do jednoliściennych (monocots).
Gatunki
- Heloniopsis kawanoi (Koidz.) Honda
- Heloniopsis koreana Fuse
- Heloniopsis leucantha (Koidz.) Honda
- Heloniopsis orientalis (Thunb.) Tanaka
- Heloniopsis tubiflora Fuse
- Heloniopsis umbellata Baker

## Zastosowanie
Heloniopsis orientalis jest uprawiana jako ozdobna roślina ogrodowa.